# Queendom (Red Velvet)
Queendom è il decimo EP in lingua coreana (dodicesimo complessivo) del gruppo femminile sudcoreano Red Velvet, pubblicato il 16 agosto 2021 dalla SM Entertainment.

## Tracce
1. Queendom – 3:01 (testo: Jo Yoon-kyung – musica: minGtion, Anne Judith Stokke Wik, Moa "Cazzi Opeia" Carlebecker, Ellen Berg)
2. Pose – 3:20 (testo: Lee Seu-ran – musica: Fabian Torsson, Harry Sommerdahl, Moa "Cazzi Opeia" Carlebecker)
3. Knock on Wood – 3:40 (testo: Seo Ji-eum – musica: Jonatan Gusmark (Moonshine), Ludvig Evers (Moonshine), Moa "Cazzi Opeia" Carlebecker, Ellen Berg)
4. Better Be – 3:00 (testo: Kim In-hyung (Jam Factory) – musica: Andreas Öberg, Skylar Mones, Michele Wylen)
5. Pushin' N Pullin – 3:03 (testo: Kenzie – musica: Kenzie, Mike Daley, Mitchell Owens, Nicole Cohen)
6. Hello, Sunset (다시 여름?, Dasi YeoreumLR, lit. Again, Summer) – 3:30 (testo: Choi Bo-ra (153Joombas) – musica: Sam Klempner, Noémie Legrand, Dewain Whitmore Jr.)

## Classifiche

### Classifiche settimanali
| Classifica (2021) | Posizione massima |
| ----------------- | ----------------- |
| Belgio (Fiandre)  | 143               |
| Corea del Sud     | 2                 |
| Giappone          | 11                |

### Classifiche di fine anno
| Classifica (2021) | Posizione |
| ----------------- | --------- |
| Corea del Sud     | 37        |